# Соневые
Со́невые, или со́ни (лат. Gliridae) — семейство млекопитающих из отряда грызунов.

## Описание
Сони — мелкие и средние по размерам грызуны, внешне похожие на мышей (наземные формы) или на белок (древесные формы). Длина тела от 8 до 20 см. Хвост обычно чуть короче тела — 4—17 см; у большинства сонь он густо опушён, у селевинии и мышевидных сонь — полуголый. Глаза и уши хорошо развиты, последние округлы, без кисточек на концах. Конечности относительно короткие. На передних конечностях 4 пальца, на задних — 5. Первый палец задней конечности иногда лишён когтя, на остальных пальцах когти хорошо развиты: они короткие, но очень острые. За исключением селевинии и мышевидных сонь у всех остальных видов развиты подошвенные мозоли. Волосяной покров густой и мягкий, но низкий. Окраска спины однотонная, от серой до охристо-бурой. Сосков от 4 до 6 пар. Зубов 16 или 20.

## Распространение
Большинство сонь обитает в пределах Палеарктики, от Северной Африки, Европы и Малой Азии до Алтая, Северо-Западного Китая и Японии. В Европе встречается до Южной Скандинавии. Виды рода Graphiurus изолированно встречаются в Африке южнее Сахары.

## Образ жизни
Большинство сонь — лесные животные, ведущие ночной образ жизни (исключение составляют некоторые обитатели влажных тропических лесов). Предпочитают широколиственные и смешанные леса. Водятся также в лесостепи; в горах селятся на высоте до 3500 м над уровнем моря. Большинство видов — типично древесные лазающие грызуны. Некоторые сони (соня-полчок) почти не спускаются на землю, другие (мышевидные сони) ведут в основном наземный образ жизни. Убежища сони располагаются в дуплах, в гнёздах среди ветвей, в норах, под корнями деревьев или под упавшими стволами. Питаются сони орехами, плодами и семенами, но также поедают насекомых, яйца и мелких птиц и порой других грызунов. Селевиния питается преимущественно беспозвоночными. 
В течение года у сонь, как правило, бывает 1 помёт (реже 2), в котором от 2 до 9 детёнышей. Беременность длится 21—28 дней. Продолжительность жизни в природных условиях от 2 до 5,5 лет.
Хвост сони иногда может в прямом смысле спасти жизнь своему обладателю. Если при поимке сони человек или хищник случайно схватит её за хвост, то шкурка на нём разорвётся и слезет как чулок, а сам зверёк сможет убежать. Позже на оголившемся кончике хвоста все ткани и кровеносные сосуды ссыхаются и омертвевшая часть отпадает. Но со временем конец укоротившегося хвоста немного расширяется и зарастает шерстью.
Местами сони могут приносить вред садовым культурам. Шкурки крупных сонь заготавливаются в качестве второстепенной пушнины.

## Зимняя спячка

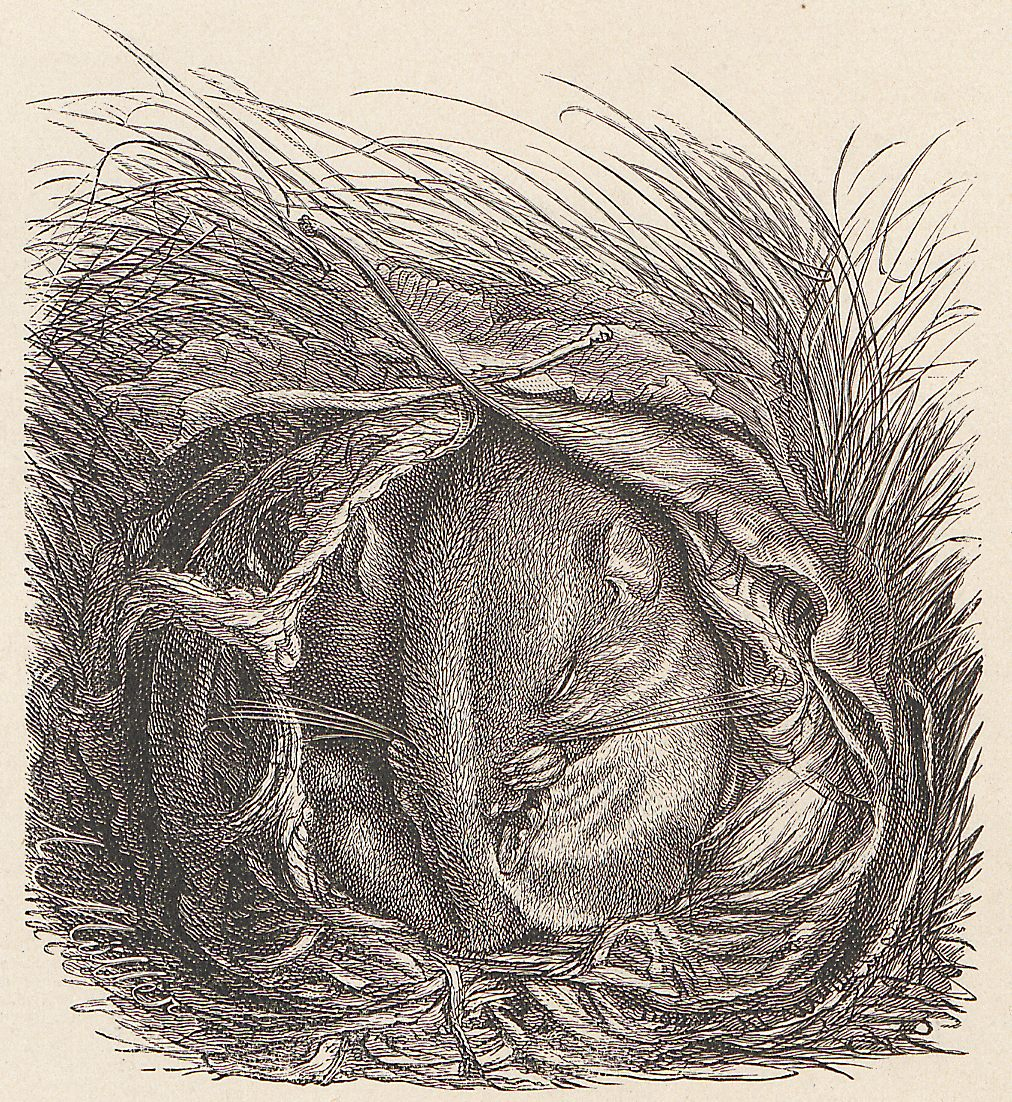
Соня, спящая в зимнем гнезде

В умеренной зоне сони к осени отъедаются и на холодный период года впадают в спячку, которая длится примерно 6 месяцев. Из-за этой привычки зверьки и получили своё название. 
Во время зимней спячки все жизненные процессы замедляются почти до полной остановки. Во время зимней спячки соня теряет половину своего веса. Прежде чем заснуть соня строит гнездо из стеблей, мха и листьев. Для уменьшения потерь тепла соня сворачивается клубочком, прикрывает мордочку пушистым хвостом, отключает зрение и слух.

## Классификация
В семействе 28 видов, объединяемых в 9 родов:
- Подсемейство Graphiurinae
  - Graphiurus — Африканские сони
    - Graphiurus angolensis — Ангольская соня
    - Graphiurus christyi — Соня Кристи
    - Graphiurus crassicaudatus — Толстохвостая соня
    - Graphiurus johnstoni — Соня Джонстона
    - Graphiurus hueti — Соня Хьюта
    - Graphiurus kelleni — Соня Келлена
    - Graphiurus lorraineus — Западноафриканская соня
    - Graphiurus microtis — Короткоухая соня
    - Graphiurus monardi — Соня Монарда
    - Graphiurus murinus — Саванная соня
    - Graphiurus ocularis — Очковая соня, или южноафриканская соня[3]
    - Graphiurus rupicola — Скальная соня
    - Graphiurus platyops — Плоскоголовая соня
    - Graphiurus surdus — Гвинейская соня
    - Graphiurus walterverheyeni
- Подсемейство Leithiinae
  - Dryomys — Лесные сони
    - Dryomys laniger — Анатолийская соня, или пушистая соня[3]
    - Dryomys niethammeri — Белуджистанская соня
    - Dryomys nitedula — Лесная соня

  - Chaetocauda — Сычуаньские сони
    - Chaetocauda sichuanensis — Сычуаньская соня

  - Eliomys — Садовые сони
    - Eliomys melanurus — Чернохвостая соня
    - Eliomys quercinus — Садовая соня
    - Eliomys munbyanus — Магрибская соня

  - † Hypnomys
  - Leithia (англ.)
  - Myomimus — Мышевидные сони
    - Myomimus personatus — Копетдагская мышевидная соня, или мышевидная соня[3]
    - Myomimus roachi — Болгарская мышевидная соня
    - Myomimus setzeri — Иранская мышевидная соня

  - Selevinia — Селевинии
    - Selevinia betpakdalaensis — Селевиния
- Подсемейство Myoxinae
  - Glirulus — Японские сони
    - Glirulus japonicus — Японская соня

  - Muscardinus — Орешниковые сони
    - Muscardinus avellanarius — Орешниковая соня

  - Glis — Сони-полчки
    - Glis glis — Соня-полчок

Ископаемые остатки сонь известны в Европе с середины эоцена. В Африке появляются с верхнего миоцена; ещё позднее — в Азии.
В фауне России представлено 4 вида соневых: соня-полчок, лесная, орешниковая и садовая соня.

## Использование человеком
Древние римляне откармливали сонь в специальных глиняных сосудах — глирариях — и употребляли их в пищу. Сони были для римлян деликатесом, а их жир считался полезным при нарушениях кровообращения. Хрестоматийный пример употребления грызунов в пищу представлен в «Сатириконе» римского писателя Петрония в описании пира Трималхиона: «На подносе же, между прочим, помещался ослик коринфской бронзы, навьюченный торбой, в которой находились оливки — с одной стороны белые, с другой — чёрные. Ослика нагружали две чаши, по краю которых начертано было имя Трималхиона и вес серебра. Спаянные мостки служили опорой для сонь, политых мёдом и посыпанных маком». В единственной сохранившейся древнеримской кулинарной книге, известной как Апициевский корпус, приводится такой рецепт приготовления: «Начини свиным фаршем, а также молотым мясом со всех частей сони с перцем, пинией, лазерпицием и подливой. Зашей, положи в тигель и поставь в печь или начини и готовь в печи для хлеба» (VIII. Четвероногие. Tetrapus. IX. Сони). Традиция употребления сонь в пищу стала одной из самых известных особенностей римской кухни. Этот стереотип обыграла британский антиковед Мэри Бирд, которая ввела в оборот ироничный «тест на соню» (dormouse test), позволяющий удостовериться в обстоятельности популярных произведений о Древнем Риме. Согласно этому «способу», чем раньше в них встретятся выражения типа «передай мне фаршированную соню», «римляне ели павлиньи языки и сонь» и т. д., тем меньше таким произведениям можно доверять. В современную эпоху сонь в пищу продолжают употреблять в Словении, Хорватии и Италии. В частности в последней стране они известны как деликатес, излюбленный руководством мафиозных организаций, решающих важные вопросы при их поедании.